# Stazione di Calceranica
La stazione di Calceranica è una fermata posta sulla linea Trento-Venezia, a servizio del centro abitato di Calceranica al Lago.

## Strutture e impianti
Il fabbricato viaggiatori possiede uno stile improntato a quello di molte costruzioni di montagna, infatti il materiale di costruzione preponderante è il legno. Sotto la veranda esterna ci sono delle panchine e la tabella elettronica degli orari, oltre alla biglietteria self-service.
Il binario è unico e passante.

## Movimento
Nella fermata fermano tutti i treni con destinazioni per Trento, Bassano del Grappa, Venezia e Padova, a servizio dei pendolari.

## Servizi
La stazione dispone di:
- Biglietteria self-service
- Servizi igienici